# Sh2-307
Sh2-307 (également connue sous le nom de Gum 7) est une petite nébuleuse en émission visible dans la constellation de la Poupe.
Elle est située dans la partie nord-ouest de la constellation, à environ 12° ESE de Sirius, l'étoile la plus brillante du ciel nocturne. Elle peut être photographiée avec des instruments amateurs de haute puissance à l'aide de filtres spéciaux. La meilleure période pour l'observer dans le ciel du soir se situe entre décembre et avril et sa déclinaison méridionale la rend plus facile à observer depuis les régions du sud.
Sh2-307 est une région H II située à environ 4 200 pc (∼13 700 al), à la limite sud de la vaste superbulle connue sous le nom de GS234-02, où se déroulent certains épisodes de formation d'étoiles. Cette superbulle aurait été créée par l'explosion de nombreuses supernovae, générées par des étoiles formées dans la région au cours d'un cycle initial de formation d'étoiles. Le nuage est excité par une étoile de classe spectrale B0V MFJ Sh2-307 3 et contient une source de rayonnement infrarouge connue sous le nom d'IRAS 07333-1838, et un amas ouvert très jeune probable, également visible dans l'infrarouge, catalogué comme [DBS2003] 8 et probablement composé de jeunes objets stellaires formés à l'intérieur du nuage lui-même.